# Relations entre la Belgique et le Luxembourg
Les relations belgo-luxembourgeoises sont les relations bilatérales entre le Royaume de Belgique et le Grand-Duché de Luxembourg.
Les deux pays ont une histoire de coopération étroite, notamment au sein de l'Union économique belgo-luxembourgeoise, du Benelux et de l'Union européenne.
La Belgique a une ambassade à Luxembourg et le Luxembourg a une ambassade à Bruxelles. Depuis Février 2021, l'ambassadeur belge au Luxembourg est Thomas Lambert, et l'ambassadrice luxembourgeoise en Belgique est Arlette Conzemius.
La Belgique et le Luxembourg partagent une frontière terrestre. Le côté belge de la frontière est principalement avec la province de Luxembourg, ainsi qu'avec une petite partie de la communauté germanophone belge au niveau de la municipalité de Burg-Reuland dans la province de Liège.

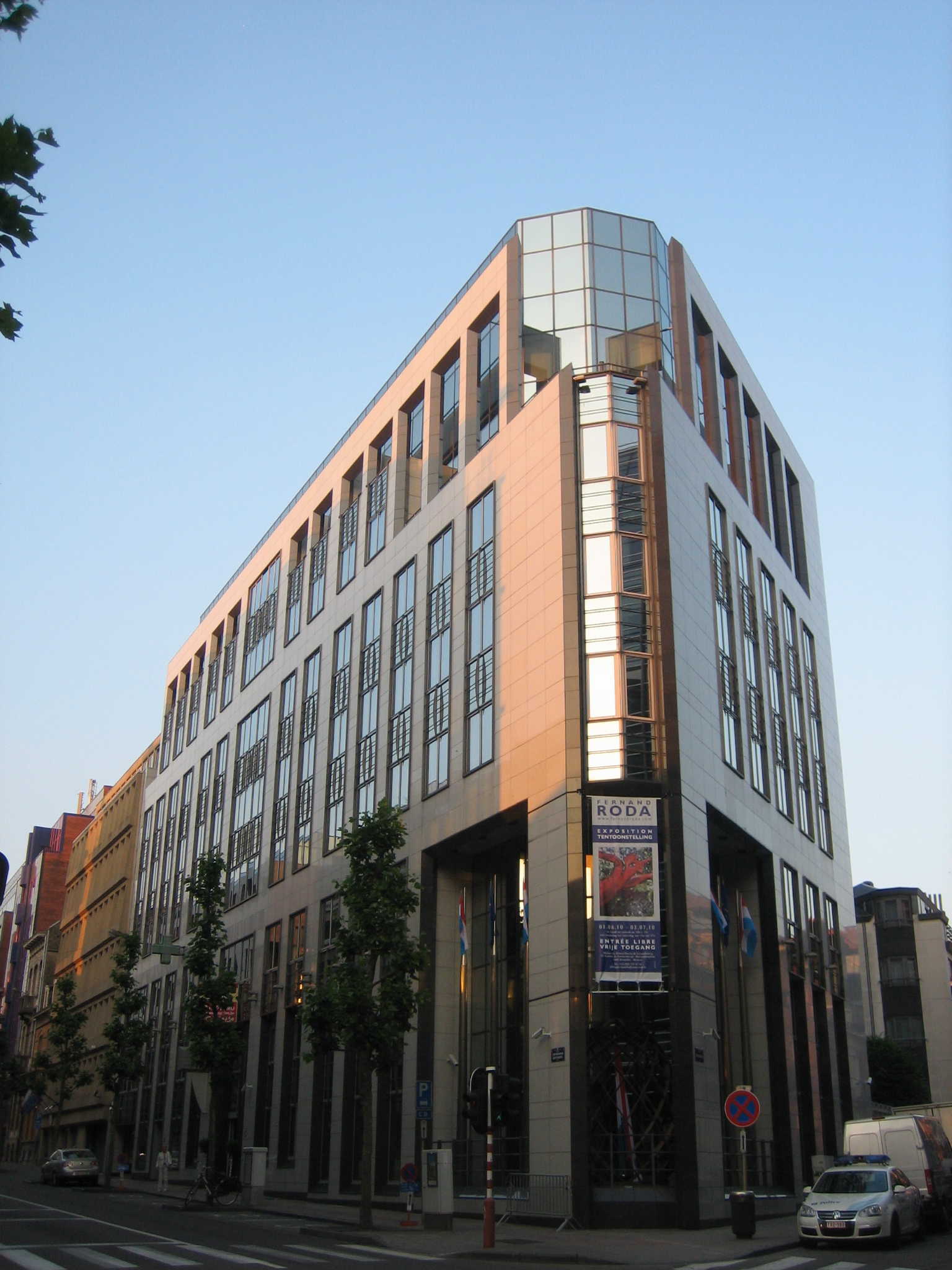
Maison du Luxembourg à Bruxelles, qui abrite l'Ambassade du Luxembourg en Belgique.

## Voir également
- Politique étrangère de la Belgique
- Politique étrangère du Luxembourg